# Хидэо Кодзима: Соединяя миры
Хидэо Кодзима: Соединяя миры (англ. Hideo Kojima: Connecting Worlds) — британский документальный фильм, рассказывающий о творческом пути известного японского геймдизайнера Хидэо Кодзимы. Продюсером проекта выступил Бен Хилтон, а режиссёром Глен Милнер. Премьера состоялась в 2024 году на Disney+.

## Синопсис
Фильм рассказывает о жизни и творческом пути культового геймдизайнера Хидэо Кодзимы, а также о создании его собственной игровой студии.

## В ролях
- Хидэо Кодзима
- Chvrches
- Дайчи Миура
- Джордж Миллер
- Граймс
- Гильермо дель Торо
- Хермен Хюльст
- Леа Сейду
- Мадс Миккельсен
- Мамору Осии
- Николас Виндинг Рефн
- Норман Ридус
- Синдзи Миками
- Синъя Цукамото
- Тэцуя Мидзугути
- Томми Дженкинс
- Трой Бэйкер
- Woodkid
- Ёдзи Синкава